# Guillaume Adam
Guillaume Adam (segle xiv) fou un dominicà francès (català, segons la viquipèdia en alemany, potser rossellonès) que va estudiar a Condom al començament del segle xiv i on segurament havia nascut i viscut a la part final del segle xiii.
Fou enviat a Mongòlia el 1312 i va viatjar per Azerbaidjan, el golf Pèrsic i l'Índia des d'on va retornar per mar fins a Etiòpia. Va escriure al Papa per fer una croada contra els mamelucs en cooperació amb els mongols, i va inspirar la creació del bisbat de Sultaniya pel papa (1 d'abril de 1318) càrrec que va recaure en el mateix Adam. El mateix any va anar al Regne Armeni de Cilícia junt amb el dominic Raymond Etienne, però no va continuar cap a Pèrsia. Es va associar a Martí Zacaries bisbe d'Esmirna quan aquest, en lluita contra els turcs, va ser nomenat bisbe d'Efes (25 de juny de 1322) i que fou nomenat segon bisbe de Sultaniya, però Adam no havia estat mai a la seva seu. El 1323 estava a Avinyó i el 1324 va aconseguir el bisbat d'Antivari a Sèrbia, al que va anar només algunes vegades.
Va morir entre 1338 i 1341.